# Leszukonskoje
Leszukonskoje (ros. Лешуконское) – wieś (sieło) w Rosji, w obwodzie archangielskim, ośrodek administracyjny rejonu leszukońskiego. W 2010 liczyła 4406 mieszkańców.